# Bolesław Radomski
Bolesław Radomski (ur. 15 grudnia 1981 w Toruniu) – polski pilot samolotowy, mistrz świata, Europy i Polski. 
Jest wychowankiem i członkiem Aeroklubu Pomorskiego oraz absolwentem pilotażu na Politechnice Rzeszowskiej, na co dzień zawodowym pilotem samolotów pasażerskich. Mistrz Polski w lataniu precyzyjnym: 2008, 2012, 2014 roku. Mistrz Polski w lataniu rajdowym: 2014.